# Tolbert
Tolbert ist ein männlicher Vorname und Familienname.

## Herkunft und Bedeutung
Der englische und französische Familienname Tolbert ist von einem germanischen Vornamen unbekannter Bedeutung abgeleitet, wobei das zweite Element des Namens von berht mit der Bedeutung „strahlend, bedeutend“ (engl. bright, famous) abgeleitet ist.

## Namensträger

### Vorname
- Tolbert Lanston (1844–1913), US-amerikanischer Erfinder

### Familienname
- Berlinda Tolbert (* 1949), US-amerikanische Schauspielerin
- James L. Tolbert (1926–2013), US-amerikanischer Rechtsanwalt und NAACP-Aktivist
- Jim Tolbert (* 1944), US-amerikanischer Footballspieler
- Lynda Tolbert-Goode (* 1967), US-amerikanische Hürdenläuferin
- Matt Tolbert (* 1982), US-amerikanischer Baseballspieler
- Mike Tolbert (* 1985), US-amerikanischer Footballspieler
- Mpozi Tolbert (1972–2006), US-amerikanischer Fotograf
- Murray Tolbert (* 1946), australischer Weitspringer
- Nathan Edward Tolbert (1919–1998), US-amerikanischer Biochemiker und Pflanzenphysiologe
- Ray Tolbert (* 1958), US-amerikanischer Basketballspieler
- Rod Tolbert (* 1967), US-amerikanischer Sprinter
- Skeets Tolbert (1909–2000), US-amerikanischer Jazz-Saxofonist
- Tom Tolbert (* 1965), US-amerikanischer Basketballspieler
- Tony Tolbert (* 1967), US-amerikanischer Footballspieler
- William R. Tolbert junior (1913–1980), Präsident von Liberia